# Metil-vinil-éter
A metil-vinil-éter szerves vegyület, képlete C3H6O. A legegyszerűbb, alkén- és alkilcsoportot tartalmazó vegyes éter. Előállítható acetilén és metil-alkohol bázis jelenlétében végzett reakciójával.
A molekula alkén része számos módon reagálhat. Hajlamos polimerizációra, ekkor poli(metil-vinil-éter) (PMVE) keletkezik (hasonlóan ahhoz, ahogy a vinil-acetátból poli(vinil-acetát) vagy a vinil-kloridból poli(vinil-klorid) állítható elő); de részt vehet [4+2] cikloaddíciós reakcióban is. Akroleinnel történő reakciója a glutáraldehid kereskedelmi gyártásának első lépése.
Fontos szintetikus elem a nukleofil acilezési reakciókban, ilyenkor az oxigén melletti alként deprotonálják. Ily módon a szilícium, germánium és ón olyan acilszármazékai szintetizálhatók, amelyeket más úton sokkal nehezebben lehetne előállítani.

## Fordítás
Ez a szócikk részben vagy egészben  a   Methyl vinyl ether című angol Wikipédia-szócikk ezen változatának fordításán alapul.  Az eredeti cikk szerkesztőit annak laptörténete sorolja fel. Ez a jelzés csupán a megfogalmazás eredetét és a szerzői jogokat jelzi, nem szolgál a cikkben szereplő információk forrásmegjelöléseként.